# Garai Jenő
Garai Jenő, 1898-ig Günsberger (Szombathely, 1882. november 28. – Budapest, 1949. július 15.) vegyészmérnök, borász, Garay György (1909–1988) hegedűművész, tanár apja.

## Életpályája
Günsberger Sándor szatócs és Scheiber Paula (1860–1942) gyermekeként született. 1902 júniusában a Budapesti VIII. Kerületi Községi Főreáliskolában érettségizett. Négy évvel később a budapesti Magyar Királyi József Műegyetemen szerzett vegyészmérnöki oklevelet. 1906 és 1909 között az Országos Magyar Chemiai Intézet díjnokaként dolgozott, majd 1909 és 1911 között a Borkémiai Osztály segédvegyésze, 1921 és 1942 között fővegyésze volt. 1918-ban királyi fővegyészi címet kapott. Az 1924. IX. törvénycikk alapján az egész ország területére szóló jogkörrel a borok hamisításának és forgalomba-hozatalának ellenőrzésével megbízott pincefelügyelői teendőkkel bízták meg. Tagja volt a Természettudományi Társulatnak és több más tudományos és társadalmi egyesületnek. A második világháború idején a zsidótörvények következtében nyugdíjazták. A háborút követően a Kémiai Intézet kísérletügyi főigazgatójának nevezték ki. Halálát gyomorrák és szívgyengeség okozta.
Felesége Horváth Mária (1886–1957) volt, akit 1907. május 26-án Budapesten, a Terézvárosban vett nőül.

## Főbb művei
- A must és a bor szabad kénessavtartalmának gyors meghatározása a gyakorlatban (Borászati Lapok, 1931)
- A borok kezelése, javítása, bortörvény (Borászati Lapok, 1934)
- A cinktartalmú borok vizsgálata. Tóth Edével. (Kísérletügyi Közlemények. Melléklet, 1935)
- A bor és a must szabad kénessavtartalmának gyors meghatározására szolgáló gyakorlati készülék módosítása (Borászati Lapok, 1936)
- Az ecetek savtartalmának meghatározása és a mintavétel körüli eljárások. Az ecetmérő. (Budapest, 1937)
- Termelőkimérések és a borellenőrzés (Magyar Bor és Gyümölcs, 1947)